# Lénault
Lénault est une ancienne commune française, située dans le département du Calvados en région Normandie, devenue le 1er janvier 2016 une commune déléguée au sein de la commune nouvelle de Condé-en-Normandie.
Elle est peuplée de 173 habitants.

## Géographie

### Description
La commune est à l'est du Bocage virois, en vallée de Druance. L'atlas des paysages classe le territoire au sud-est de l'unité du synclinal bocain dont les paysages aux « larges panoramas » sont caractérisés par « de hautes terres partagées entre bois et bocage éclairci. ». Son bourg est à 4 km au sud-ouest du Plessis-Grimoult, à 12 km au sud d'Aunay-sur-Odon, à 14 km au nord-ouest de Condé-sur-Noireau et à 26 km au nord-est de Vire.
La route départementale no 108 traverse le bourg, permettant de rejoindre Le Plessis-Grimoult et Aunay-sur-Odon au nord et Saint-Vigor-des-Mézerets et Vassy au sud. Elle y est rejointe par la D 166b qui mène à Saint-Pierre-la-Vieille et Condé-sur-Noireau au sud-est. Au sud, la vallée de la Druance est longée par la D 298 qui relie Saint-Jean-le-Blanc à l'ouest à Pontécoulant au sud-est.
La cote de 240 m est atteinte en plusieurs endroits de la commune. Le point culminant (248 m) se situe au nord-est du bourg et le point le plus bas (130 m) correspond à la sortie de la Druance du territoire, au sud-est. La commune est bocagère.

### Communes limitrophes
| Saint-Jean-le-Blanc (comm. nouv. de Terres de Druance)                                                              | Le Plessis-Grimoult (comm. nouv. des Monts d'Aunay)         | Saint-Pierre-la-Vieille (comm. nouv. de Condé-en-Normandie) |
| Saint-Jean-le-Blanc (comm. nouv. de Terres de Druance)                                                              | Lénault                                                     | Périgny                                                     |
| Saint-Jean-le-Blanc (comm. nouv. de Terres de Druance), Saint-Vigor-des-Mézerets (comm. nouv. de Terres de Druance) | Saint-Vigor-des-Mézerets (comm. nouv. de Terres de Druance) | Périgny                                                     |

### Hydrographie
Lénault est dans le bassin de l'Orne, par son sous-affluent la Druance qui délimite le sud du territoire. Deux de ses affluents font également fonction de limite : le ruisseau des Vaux à l'ouest et un ruisseau plus modeste au sud-est. Un autre court affluent parcourt le centre du territoire. La limite nord est marquée par la Bayle qui donne ses eaux au ruisseau des Vaux et la limite nord-est par un affluent du ruisseau de Cresme qui conflue avec la Druance à Périgny.

### Climat
Le climat est océanique comme dans tout l'ouest de la France. La station météorologique la plus proche est celle de Caen-Carpiquet, dont les données sont assez proches. Il pleut cependant davantage dans le sud-ouest du Calvados et la pluviométrie annuelle avoisine à Lénault les 1 000 mm.

## Urbanisme

### Lieux-dits, hameaux et écarts
Les lieux-dits sont, du nord-ouest à l'ouest, dans le sens horaire : le Mesnil, les Poiriers, la Pigace, les Germains, le Bourg, le Champ de l'Épine (au nord), la Motterie, la Bouillière, la Baloudière, la Jardin, la Chauvinerie (à l'est), le Hamelet, les Îles (au sud), la Causserie, la Fosse, la Saulnerie et le Hamel (à l'ouest).

## Toponymie
Le nom de la localité est attesté sous la forme Sancta Maria l'Ernalt en 1297. Le toponyme serait issu d'un anthroponyme germanique tel qu'Arnwald ou Ernoldus.

## Histoire
Le 1er janvier 2016, Lénault intègre avec cinq autres communes la commune de Condé-en-Normandie créée sous le régime juridique des communes nouvelles instauré par la loi no 2010-1563 du 16 décembre 2010 de réforme des collectivités territoriales. Les communes de La Chapelle-Engerbold, Condé-sur-Noireau, Lénault, Proussy, Saint-Germain-du-Crioult et Saint-Pierre-la-Vieille deviennent des communes déléguées et Condé-sur-Noireau est le chef-lieu de la commune nouvelle.
Le conseil municipal n'était composé après les élections de 2014 que de dix membres pour onze sièges, dont le maire et deux adjoints. Ces conseillers intègrent au complet le conseil municipal de Condé-en-Normandie le 1er janvier 2016 jusqu'en 2020 et Micheline Morice devient maire déléguée.

## Politique et administration
| Période                                  | Période       | Identité         | Étiquette | Qualité                   |
| ---------------------------------------- | ------------- | ---------------- | --------- | ------------------------- |
| Les données manquantes sont à compléter. |               |                  |           |                           |
| 1922                                     | 1953          | Louis Bonvoisin  |           |                           |
| 1953                                     | 1965          | Gustave Barassin |           |                           |
| 1965                                     | 1989          | Daniel Anne      |           |                           |
| 1989                                     | 2008          | Maurice Faucon   | SE        |                           |
| 2008                                     | décembre 2015 | Micheline Morice | SE        | Retraitée de l'hôtellerie |

| Période      | Période                      | Identité          | Étiquette | Qualité                            |
| ------------ | ---------------------------- | ----------------- | --------- | ---------------------------------- |
| janvier 2016 | 2020                         | Micheline Morice  |           | Retraitée de l'hôtellerie.         |
| 2020         | février 2023                 | Angélique Mourocq |           |                                    |
| février 2023 | En cours (au 9 février 2023) | Flavien Delêtre   |           | Musher et gérant de Wil go to park |

## Population et société

### Démographie
En 2021, la commune comptait 173 habitants. Depuis 2004, les enquêtes de recensement dans les communes de moins de 10 000 habitants ont lieu tous les cinq ans (en 2008, 2013, 2018, etc. pour Lénault) et les chiffres de population municipale légale des autres années sont des estimations.
Au premier recensement républicain, en 1793, Lénault comptait 689 habitants, population jamais atteinte depuis.
| 1793 | 1800 | 1806 | 1821 | 1831 | 1836 | 1841 | 1846 | 1851 |
| ---- | ---- | ---- | ---- | ---- | ---- | ---- | ---- | ---- |
| 689  | 597  | 663  | 580  | 522  | 502  | 511  | 502  | 503  |

| 1856 | 1861 | 1866 | 1872 | 1876 | 1881 | 1886 | 1891 | 1896 |
| ---- | ---- | ---- | ---- | ---- | ---- | ---- | ---- | ---- |
| 514  | 504  | 475  | 421  | 408  | 380  | 392  | 354  | 332  |

| 1901 | 1906 | 1911 | 1921 | 1926 | 1931 | 1936 | 1946 | 1954 |
| ---- | ---- | ---- | ---- | ---- | ---- | ---- | ---- | ---- |
| 337  | 314  | 305  | 246  | 266  | 261  | 235  | 226  | 230  |

| 1962 | 1968 | 1975 | 1982 | 1990 | 1999 | 2008 | 2013 | 2018 |
| ---- | ---- | ---- | ---- | ---- | ---- | ---- | ---- | ---- |
| 241  | 202  | 176  | 153  | 147  | 148  | 183  | 182  | 188  |

| 2019 | - | - | - | - | - | - | - | - |
| ---- | - | - | - | - | - | - | - | - |
| 189  | - | - | - | - | - | - | - | - |

### Sports et loisirs
Créée en 2010, l'association Lénault-vélo organise en décembre une randonnée VTT et pédestre.

## Culture locale et patrimoine

### Lieux et monuments

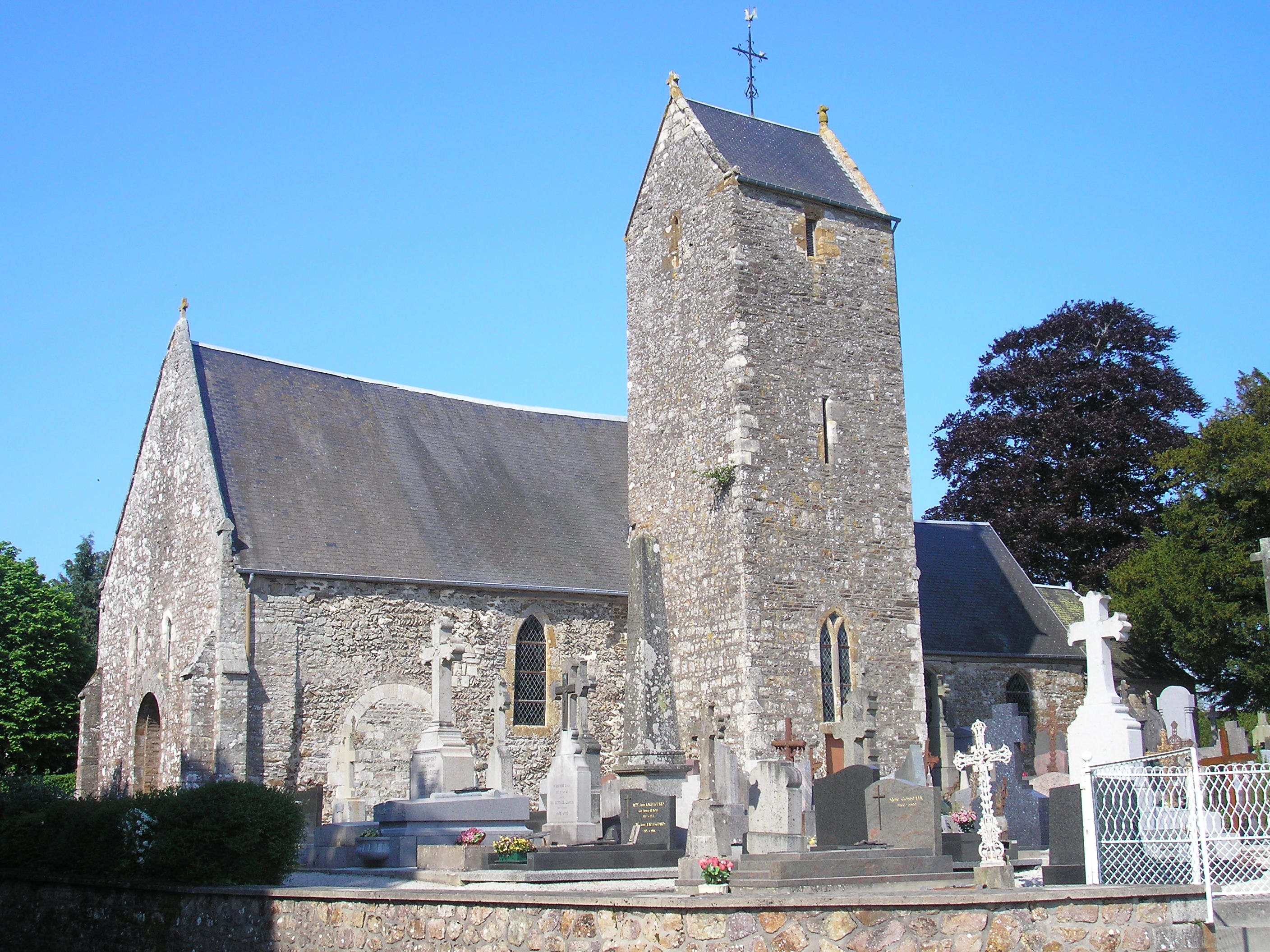
L'église Notre-Dame.

- Église Notre-Dame ou de l'Assomption-Notre-Dame (XVIe siècle), abritant un calice et une patène classés à titre d'objets aux Monuments historiques[19].
- Vallée de la Druance.

### Personnalités liées à la commune
Dans son Dictionnaire encyclopédique, Philippe Le Bas cite Charles Cantru (1769 à Lénault - 1799), trompette au 1er régiment de dragons, qui s'illustra lors de la bataille de Frauenfeld contre la Deuxième Coalition.